# Blauwgrijs dikbekje
Het blauwgrijs dikbekje (Sporophila intermedia) is een zangvogel uit de familie Thraupidae (tangaren).

## Verspreiding en leefgebied
Deze soort telt 2 ondersoorten:
- S. i. intermedia: Trinidad, noordelijk Colombia, Venezuela, Guyana en noordelijk Brazilië.
- S. i. bogotensis: westelijk Colombia.